# Мадона дела Страда (Л'Аквила)
Мадона дела Страда (итал. Madonna della Strada) је насеље у Италији у округу Л'Аквила, региону Абруцо.
Према процени из 2011. у насељу је живело 303 становника. Насеље се налази на надморској висини од 720 м.